# Elmshorn
Elmshorn német város Hamburgtól északra az Elba és a Krückau folyók találkozásánál. Schleswig-Holstein tartomány hatodik legnagyobb városa.

## Története
Elmshorn első említése 1141-ből való.  A harmincéves háborúban a várost lerombolták a svéd csapatok.

## Hírességek
Itt született  Hermann Weyl matematikus és Heinz Woehlk középkorász.